# Haweswater Reservoir
Haweswater è un bacino idrico nella valle di Mardale, Cumbria nel Lake District National Park, in Inghilterra. I lavori per elevare il livello del lago naturale originario furono iniziati nel 1929. Dopo aspre polemiche venne costruita una diga a seguito dell'approvazione, da parte del Parlamento del Regno Unito, di una concessione alla Manchester Corporation di costruire un invaso per la fornitura di acqua potabile alla città. La decisione causò una protesta pubblica perché i villaggi agricoli di Measand e Mardale Green sarebbero stati allagati e la valle sarebbe stata alterata per sempre.
L'invaso è ora di proprietà della United Utilities. Fornisce circa il 25% dell'approvvigionamento idrico del Nord Ovest di Manchester.

## Etimologia
Haweswater deriva dall'antico norreno o dall'inglese antico. 'Hafr's lake' si riferisce al nome personale norvegese 'Hafr' o in antico inglese 'Hæfer'; 'acqua' o 'wæter' è il termine dominante per 'lago' nell'antico inglese.

## Geologia
Haweswater è la posizione di una successione vulcanica della caldera.

## Storia

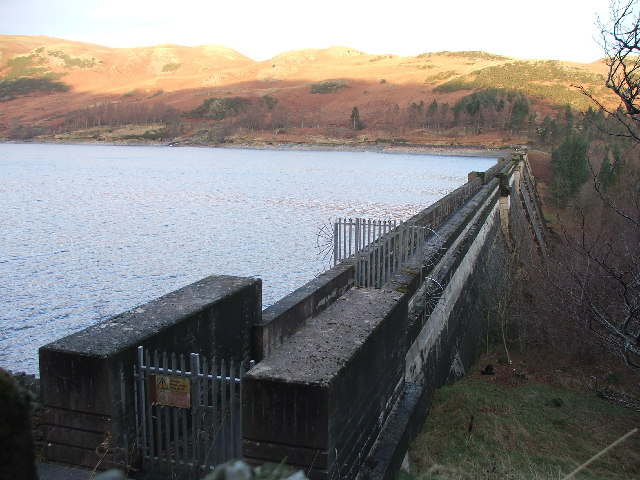
Parapetto in cima al bacino idrico di Haweswater

Haweswater era originariamente un lago naturale lungo circa 4 km. Una lingua di terra a Measand divideva quasi in due il lago. Le porzioni superiore e inferiore del lago erano conosciute come High Water e Low Water.
Nel 1929 iniziarono i lavori per costruire la diga attraverso il fondovalle. Al momento della costruzione, il suo progetto era considerato all'avanguardia nella tecnologia dell'ingegneria civile perché era la prima diga cava al mondo a contrafforte. Il muro sarebbe stato creato da 44 unità di contrafforti separati uniti da giunti flessibili. Quando la diga fu completata, nel 1935, era lunga 470 metri e alta 27,5 metri. Aveva un ampio parapetto che correva in cima alla diga. I materiali da costruzione vennero portati al sito dalle valli adiacenti di Heltondale e Swindale. Quando la valle venne inondata, la diga alzò il livello dell'acqua di 29 metri. Questo creò un serbatoio lungo 6 km e fino a 600 metri nel suo punto più largo. Contiene fino a 84 milioni di m3 di acqua.

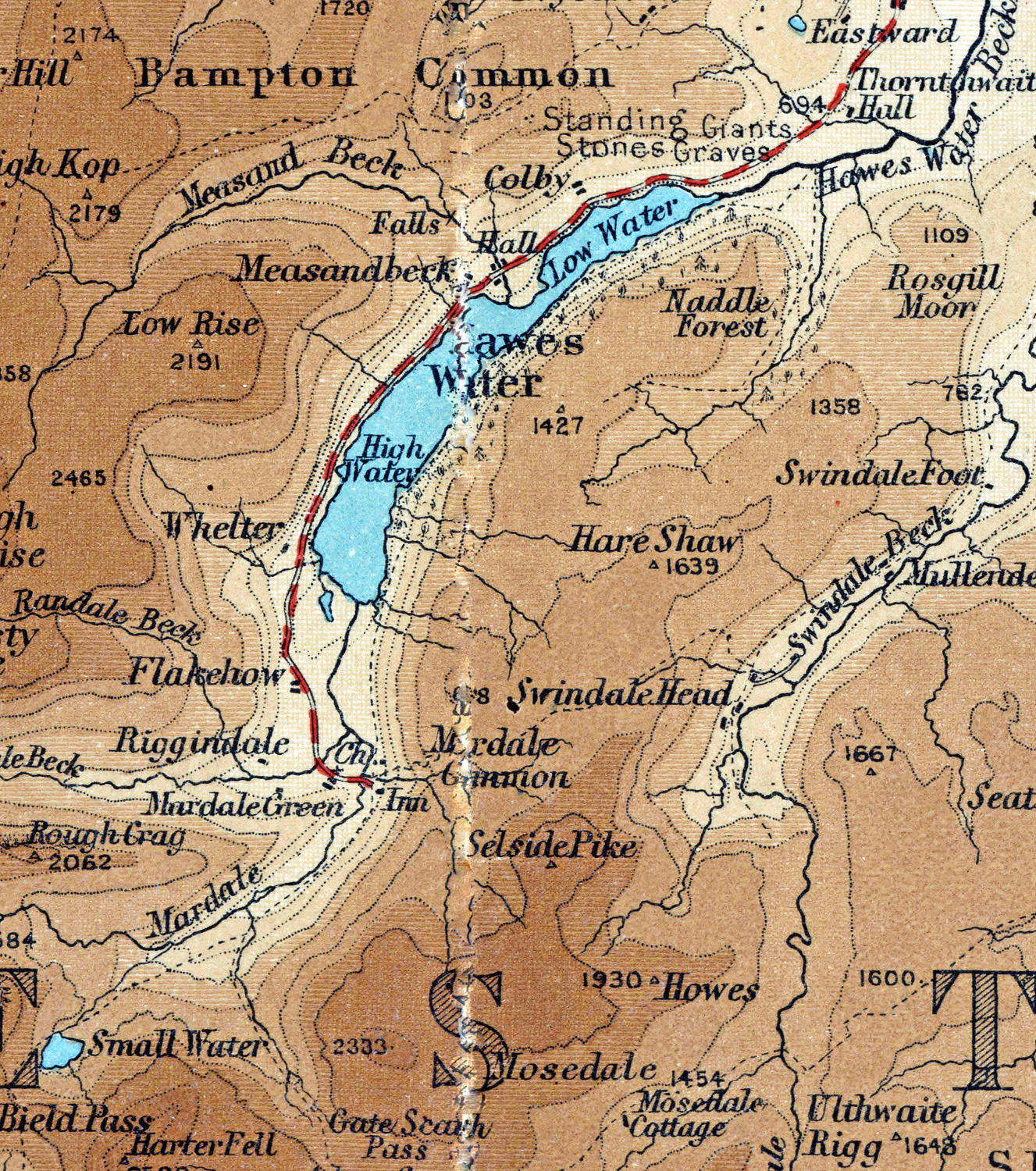
Mappa del 1924 di Haweswater prima che fosse ingrandita. Si noti Mardale Green e la strada originale sulla riva occidentale.

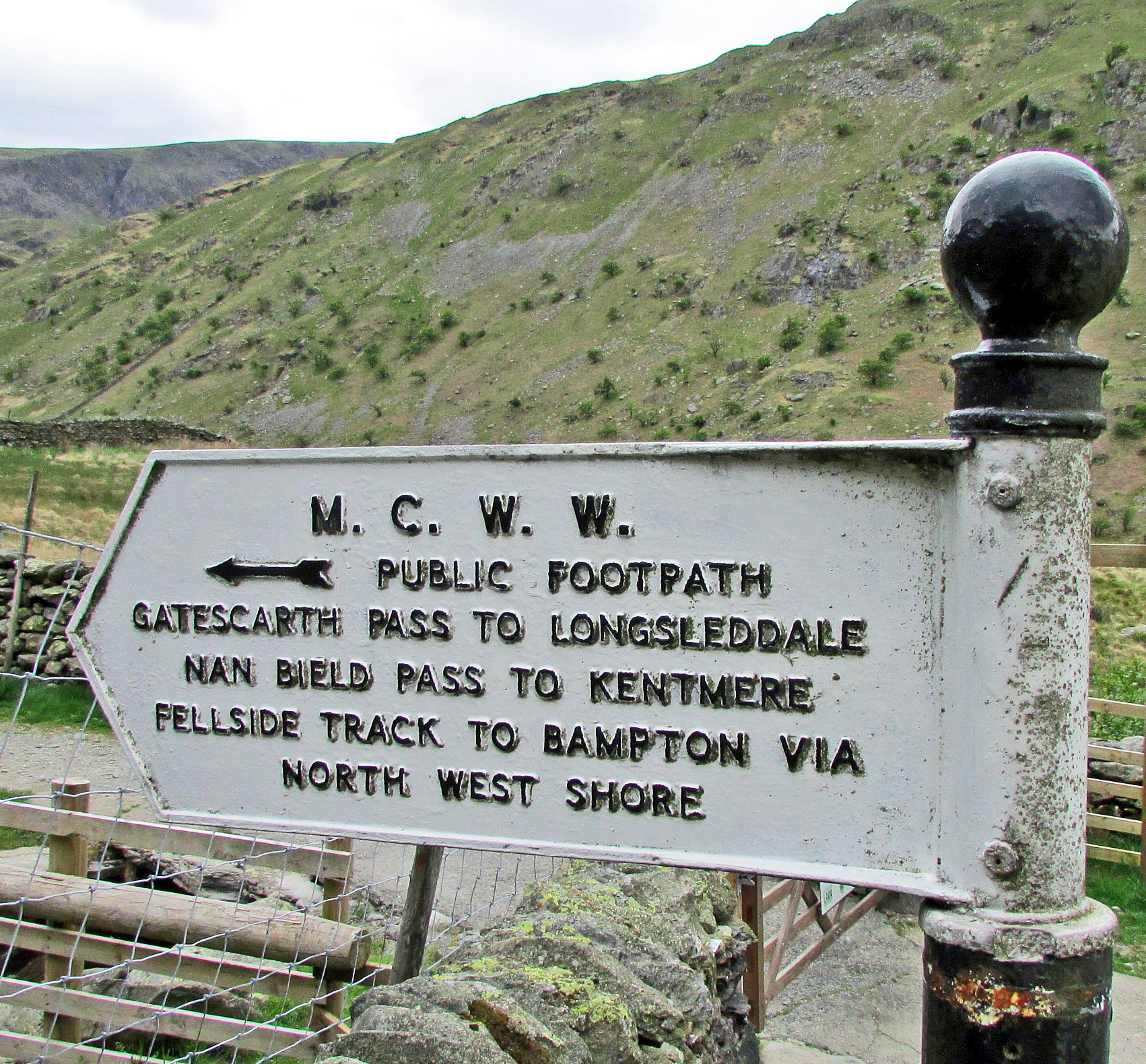
I lavori della Manchester Corporation Water Works (MCWW) negli anni 1930. Sentiero all'estremità occidentale del parcheggio auto.

Prima che la valle fosse inondata, nel 1935, tutte le fattorie e le abitazioni dei villaggi di Mardale Green e Measand furono demoliti, così come il secolare Dun Bull Inn a Mardale Green. La chiesa del villaggio venne smantellata e la pietra fu utilizzata per la costruzione della diga; tutte le salme nel cimitero furono riesumate e seppellite nuovamente a Shap.
Oggi, quando l'acqua nel bacino è bassa, sono ancora visibili i resti del villaggio sommerso di Mardale Green, compresi i muri in pietra e il ponte del villaggio.
La Manchester Corporation costruì una nuova strada lungo il lato orientale del lago per sostituire quella allagata più in basso nella valle e l'Haweswater Hotel fu costruito a metà della lunghezza del bacino in sostituzione del Dun Bull. La strada prosegue fino all'estremità occidentale di Haweswater, fino a un parcheggio, un popolare punto di partenza per un sentiero verso le colline circostanti di Harter Fell, Branstree e High Street.

## Animali selvatici

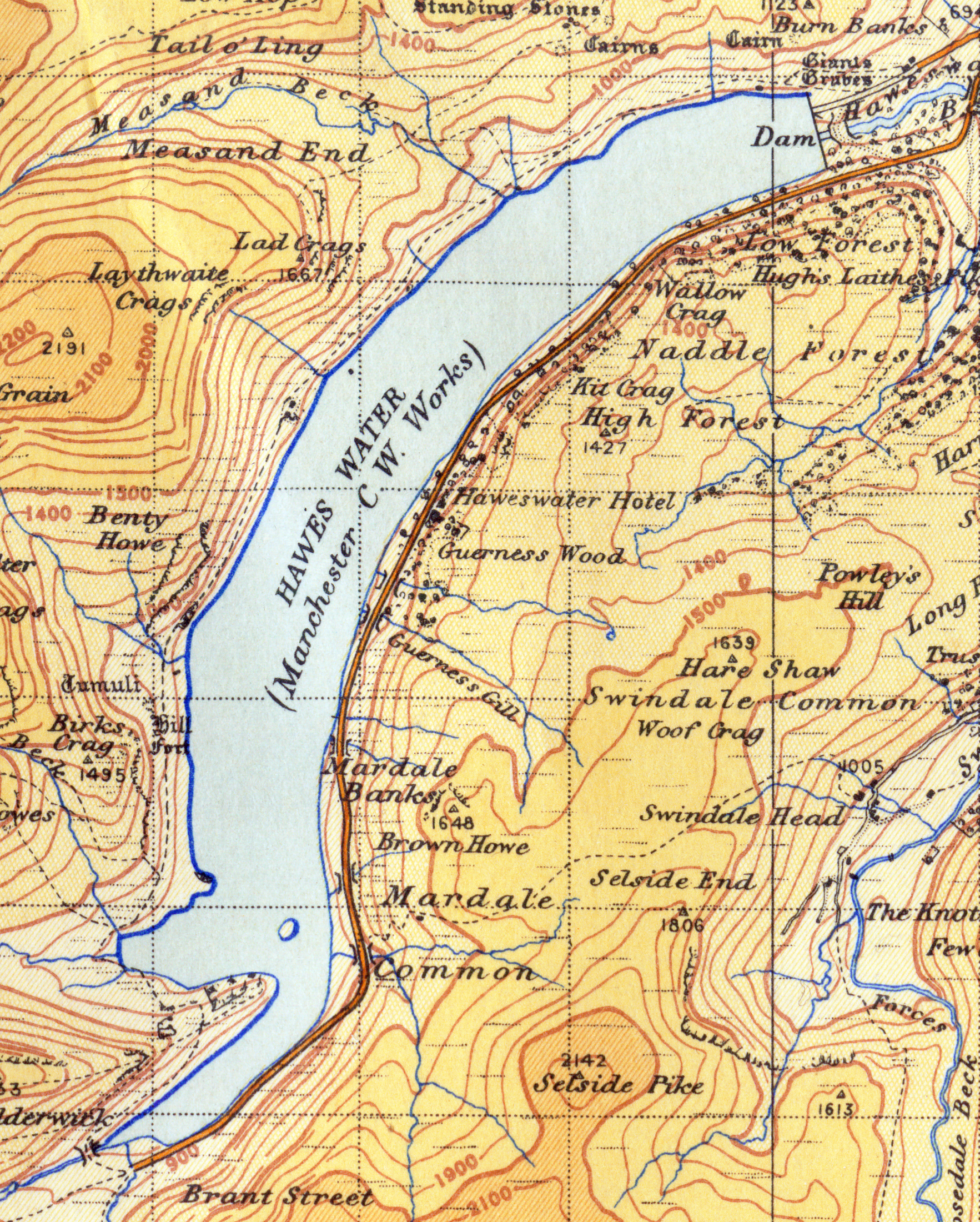
Una mappa del bacino idrico di Haweswater nel 1948

### Pesci
C'è una popolazione di pesci schelly nel lago, che si ritiene sia vissuto lì dall'ultima era glaciale.

### RSPB Haweswater
La Royal Society for the Protection of Birds (RSPB) fu coinvolta per la prima volta ad Haweswater a causa della presenza delle aquile reali. L'organizzazione gestisce attualmente due aziende agricole della zona.
Fino al 2015 Haweswater era l'unico posto in Inghilterra dove risiedeva l'aquila reale. Una coppia di aquile vi nidificò per la prima volta nella valle del Riggindale nel 1969, e il maschio e la femmina dell'accoppiamento cambiarono più volte nel corso degli anni, durante i quali nacquero sedici pulcini. La femmina scomparve nell'aprile 2004, lasciando solo il maschio. Nella valle c'era un posto di osservazione RSPB per chi desiderava vedere l'aquila: l'ultimo avvistamento è stato realizzato nel novembre 2015. È stato riferito che l'uccello, dell'età di 20 anni, potrebbe essere morto per cause naturali.
Nel 2012 la RSPB ha affittato due fattorie dal proprietario terriero United Utilities. L'obiettivo è combinare il miglioramento degli habitat della fauna selvatica e della qualità dell'acqua con la gestione di un allevamento di pecore redditizio. Gli habitat delle brughiere e dei boschi vengono migliorati per gli uccelli e per la rara piccola farfalla di montagna. Le misure includono il reimpianto di erica e impianto di boschi di ginepro (soprattutto nei ghylls).

## Riferimenti letterari
Lo scrittore e frequentatore del Lake District, Alfred Wainwright, scrisse questo sulla costruzione della diga di Haweswater nel suo libro del 1955 A Pictorial Guide to the Lakeland Fells:
(Alfred Wainwright)
Haweswater è un romanzo del 2002 della scrittrice britannica Sarah Hall, ambientato a Mardale al momento della costruzione della diga e dell'allagamento della valle. Ha vinto il Commonwealth Writers' Prize nel 2003 come opera prima. Il romanzo è uscito negli Stati Uniti come un originale tascabile nell'ottobre 2006, da Harper Perennial.
Hawes Water è descritta nel romanzo di Anthony Trollope, Can You Forgive Her? (1864).